# Porta-malas

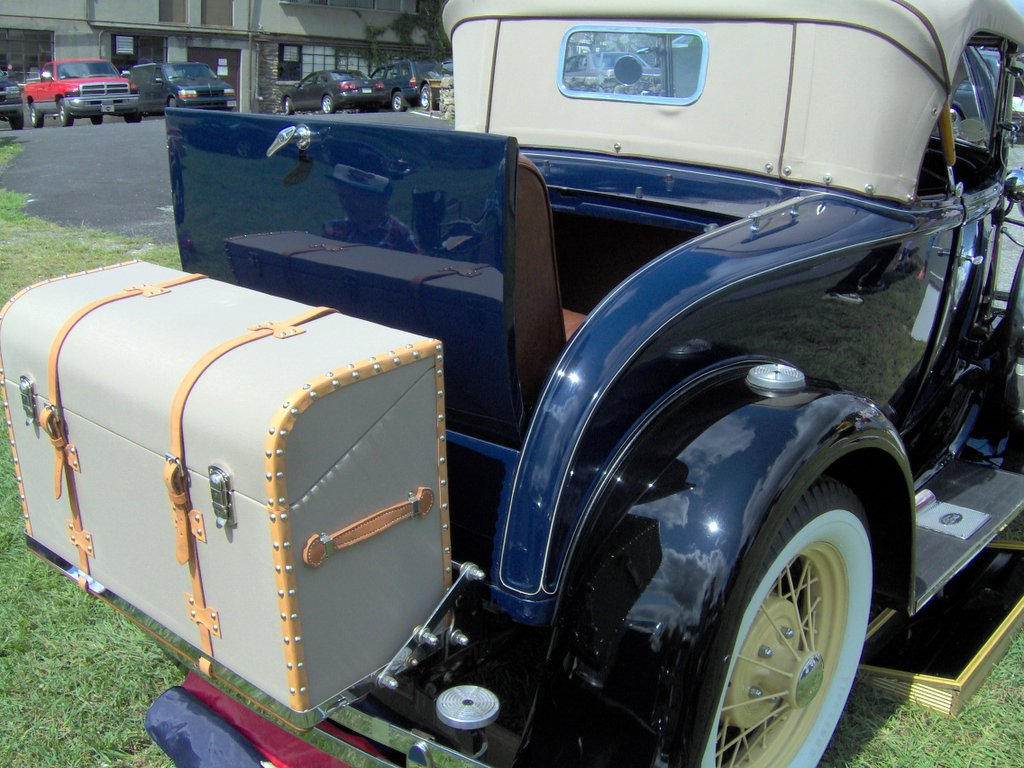
Um Ford Model A de 1931 e seu porta-malas separado da carroçaria do veículo.

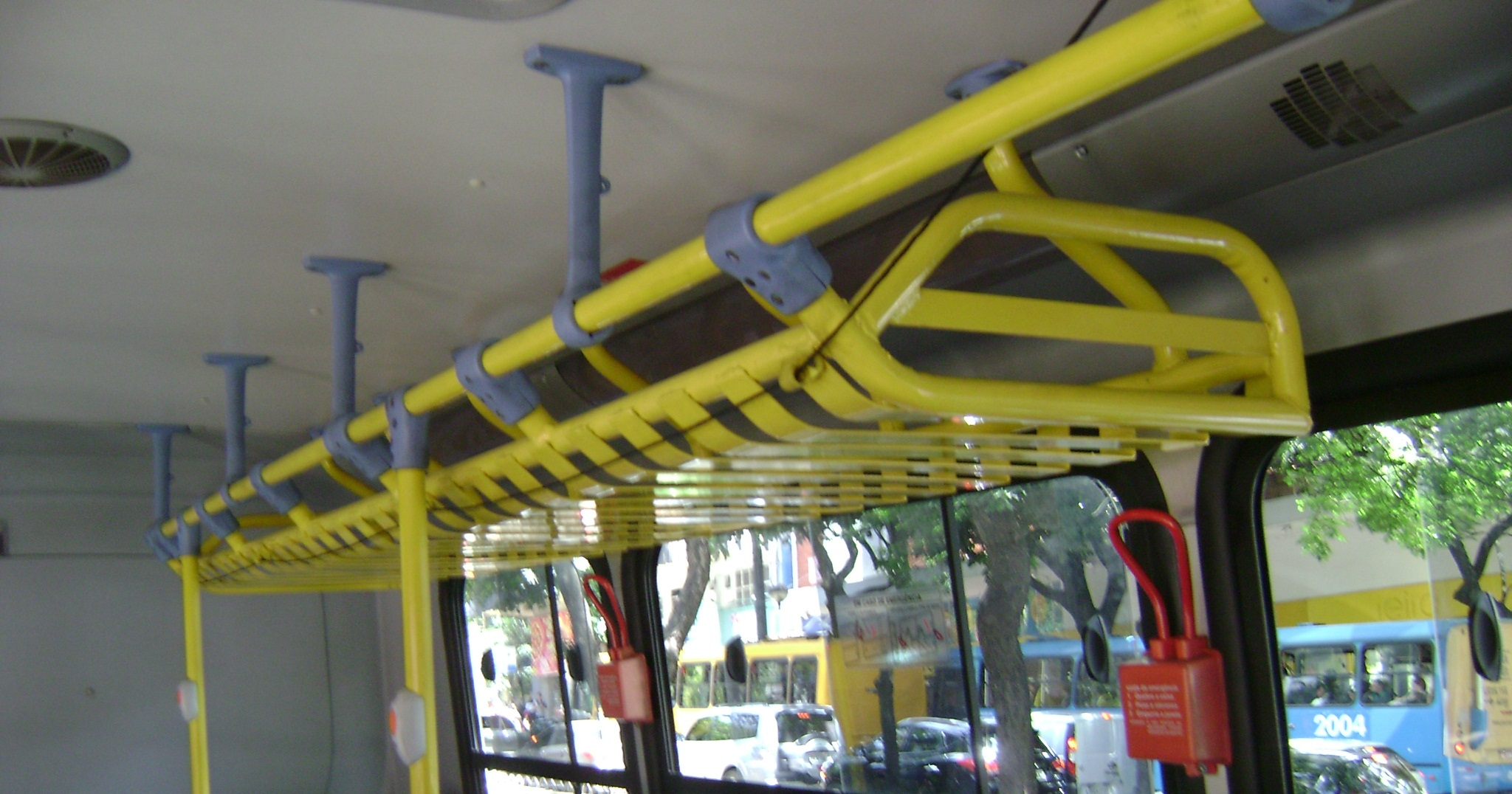
Porta-malas de ônibus.

Porta-malas ou porta-bagagem (português brasileiro) ou Porta-bagagens ou bagageira (português europeu) também conhecida como mala, é o compartimento situado normalmente na parte traseira de um automóvel usado, inicialmente, para o transporte de carga.

## Evolução do automóvel
A evolução do automóvel foi fortemente influenciada pela I Guerra Mundial na década de 1920. Na década seguinte, 1930, foi a depressão que condicionou a indústria automobilística com a redução de fábricas de automóveis.
Os fabricantes de automóveis utilitários, para manter as fábricas, recorreram à produção em série de automóveis utilitários e o desafio era atender a um público mais exigente, que pretendia um automóvel de "preço reduzido, linhas elegantes" e com espaço suficiente para o transporte da família.  Foi nessa época que, para diminuir custos, surgiram inovações importantes como, por exemplo, a "caixa de mudanças com embreagem hidráulica" e a transmissão automática, respectivamente, no início e no final dos anos 1930.
Nessa década (1930) foi criada a "mala para bagagens", cujo tamanho era definido pela distância que os automobilistas iriam percorrer. Inicialmente, grades foram adaptadas à parte de trás do carro, muitas vezes sobre o tanque de gasolina, como "mala extra". Em seguida, o "bagageira" passou a ser montado em suportes por detrás do assento traseiro, até que o porta-malas se tornou um compartimento integrante da carroçaria.